# Тіазол
Тіазо́л — гетероциклічна сполука, аналог тіофену, що містить замість CH-групи в положенні 3 атом нітрогену.

## Фізичні та хімічні властивості
Тіазол являє собою безбарвну рідину з запахом піридину. Тіазол розчинний у воді і в органічних розчинниках.
Як і молекули інших азолів, молекула тіазолу має гетероароматичну 6π-електронну систему. За своїми хімічними властивостями тіазол наближається до піридину і тіофенів. Тіазол вступає в реакції електрофільного заміщення, але його реакцієздатність знижується внаслідок N-протонування або комплексоутворення з кислотами Льюїса. Однак за відсутності кислот Льюїса реакції електрофільного заміщення, зокрема, нітрування в середовищі оцтового ангідриду і бромування в бензолі, йдуть у положення 5 за механізмом утворення σ-комплексу. При цьому реакцієздатність зменшується в ряду 5-> 2-> 4-положення.
Також можливий перебіг реакцій за ілідним механізмом, наприклад, реакція ізотопного обміну:
Тіазол вступає також у реакції нуклеофільного заміщення . Найлегше заміщення йде в положення 2 за механізмом реакції Чічібабіна, наприклад, заміщення атома водню аміногрупою і реакції металювання.
Окислення тіазолу протікає за атомом Нітрогену з утворенням N-оксидів. Тіазол стійкий до відновників, зокрема до водню, в момент виділення і в присутності каталізаторів. Разом з тим він реагує з сильними відновниками: нікель Ренея руйнує молекулу тіазолу з десульфуризацією й утворенням аліфатичних сполук, а борогідрид натрію NaBH4 перетворює його на тетрагідротіазол.

## Отримання і застосування
Синтез тіазолу і його похідних здійснюється з амінотіолів і з тіоамідів за загальною схемою:
Деякі похідні тіазолу є лікарськими препаратами: 2-сульфаніламідотіазол (норсульфазол) і 2-(N-о-карбоксибензоїлсульфаніл)амідотіазол (фталазол). Тіазолідиновий цикл є структурним фрагментом молекули пеніциліну і його напівсинтетичних аналогів. Цикл тіазолу входить до складу тіаміну.